# Micheil Bilanischwili

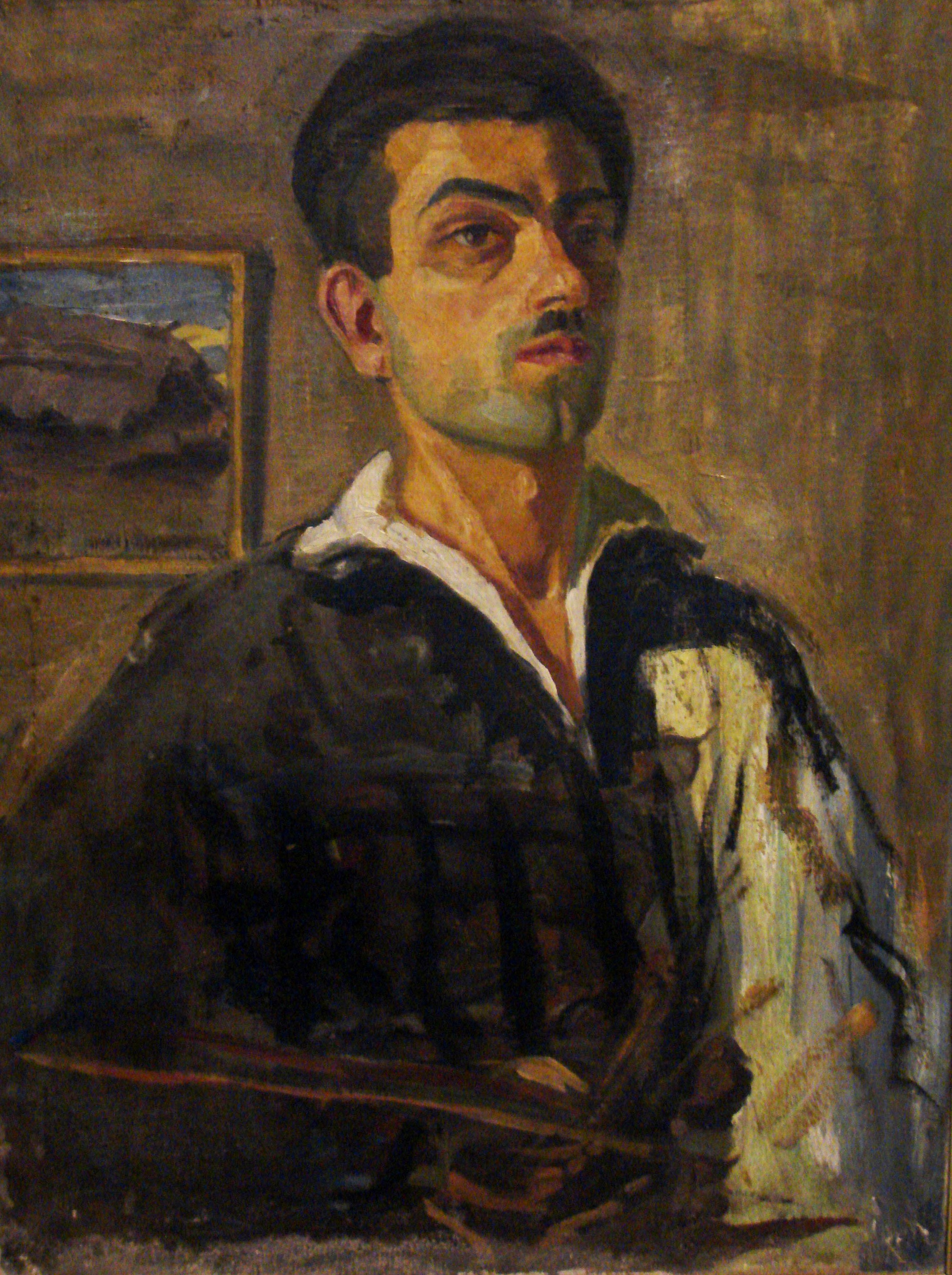
Selbstporträt

Micheil Bilanischwili (georgisch მიხეილ ბილანიშვილი; * 1901; † 8. März 1934 in Paris) war ein georgischer Maler des Kubismus.

## Leben und Wirken
Geboren als Sohn des Obersten der russischen Armee Josef Bilanischwili und seiner Ehefrau Ekaterine 
Tarchnischwili, studierte Micheil, wie auch sein älterer Bruder Soso und seine Schwester Nino an der Tifliser Kunstakademie, zuerst bei Gigo Gabaschwili, dann beim Bildhauer Iakob Nikoladse.
Möglicherweise studierte er auch beim Eugene Lanceray, der von 1920 bis 1934 Tiflis öfters besuchte.
Nach dem beendeten Studium begann Micheil, wie auch seine Schwester Nino, Zeichnen im Tifliser Männergymnasium zu unterrichten.
Dank dem 1924 erhaltenen Stipendium kam der junge Künstler nach Paris, wo er sich einer Gruppe georgischer Maler anschloss.
Am Anfang 1927 nahm Bilanischwili, zusammen mit David Kakabadse und Elene Achwelidiani teil an der 38. Ausstellung der unabhängiger Künstler Salon des Independants. Seine Werke wurden von den Pariser Kunstkritikern hoch eingestuft.
Um Mittel für den täglichen Lebensunterhalt zu verdienen, arbeitete er in einem der Pariser Chemiewerke. Bald erkrankte er an Tuberkulose. Sein Freund Lukas Chitarischwili half ihm seine Bilder zu verkaufen und besorgte ihm einen Platz in einer Heilanstalt. Dort traf er eine georgische Krankenschwester Baba Dschawrischwili, die ihm bis zum Ende treu blieb.